# Mei to Konekobasu
Mei to Konekobasu (めいとこねこバス? lett. "Mei e il piccolo Gattobus") è un cortometraggio d'animazione giapponese del 2002, scritto e diretto da Hayao Miyazaki.
Il corto è uno spin-off del film Il mio vicino Totoro del 1988 dello stesso Miyazaki.
Il cortometraggio è un'esclusiva del Museo Ghibli, in cui viene proiettato giornalmente. Non è mai uscito in home video fino ad ora.

## Trama
Un cucciolo di Gattobus, l'autobus a forma di gatto che è tra i protagonisti di Il mio vicino Totoro, diventa grande amico della piccola Mei ed assieme a lei vive un'incredibile avventura notturna nella foresta, dove i due incontrano tanti esseri fantastici, fino a giungere al cospetto del capo anziano dei gattobus.